# Discografia de Lorena Simpson
A discografia de Lorena Simpson, uma cantora, compositora e dançarina brasileira consiste em 1 álbum de estúdio, 2 EPs e 15 singles.

## Álbuns

### Extended plays(EPs)
| Álbum          | Detalhes                                                                                     |
| -------------- | -------------------------------------------------------------------------------------------- |
| The Singles    | - Lançamento: 4 de agosto de 2010 - Formatos: EP, download digital - Gravadora: Maxpop Music |
| Lorena Simpson | - Lançamento: 19 de novembro de 2013 - Formatos: EP, download digital - Gravadora: WeGroup   |

### Coletâneas
| Álbum                | Detalhes                                                                                 |
| -------------------- | ---------------------------------------------------------------------------------------- |
| Special Edition Hits | - Lançamento: 1 de julho de 2012 - Formatos: Download digital - Gravadora: Up In the Air |

## Singles

#### Como artista principal
| Título                                      | Ano  | Álbum                         |
| ------------------------------------------- | ---- | ----------------------------- |
| "Feel Da Funk"                              | 2008 | The Singles                   |
| "Can't Stop Loving You" (com Filipe Guerra) | 2008 | The Singles                   |
| "Brand New Day" (com Filipe Guerra)         | 2009 | The Singles                   |
| "Revolution of Love" (com Filipe Guerra)    | 2009 | The Singles                   |
| "Breathe Again" (com Filipe Guerra)         | 2010 | The Singles                   |
| "Dreams"                                    | 2011 | Não adicionado a nenhum álbum |
| "Summer is Crazy" (com Amannda)             | 2012 | Não adicionado a nenhum álbum |
| "Jump Up"                                   | 2012 | Não adicionado a nenhum álbum |
| "Glad For Tonight"                          | 2013 | Lorena Simpson                |
| "This Moment" (com Yinon Yahel)             | 2013 | Lorena Simpson                |
| "To The Ground"                             | 2014 | Não adicionado à nenhum álbum |
| "Worth The Pain" (com Yinon Yahel)          | 2015 | Não adicionado à nenhum álbum |
| "Don't Touch it " feat Angel B              |      | Não adicionado à nenhum álbum |
| "Hey Hey" (com Breno Barreto)               | 2016 | Não adicionado à nenhum álbum |
| "Sirens"                                    | 2016 | Não adicionado à nenhum álbum |
| "Eu Quero Mais"                             | 2018 |                               |
| "Bem Melhor"                                | 2019 |                               |
| "Da Beat feat. DJ Ennzo Dias"               | 2019 |                               |
| "Bate o Leque"                              |      |                               |
| "Vantagem"                                  |      |                               |
| "Nosso Xote"                                |      |                               |
| "Easy"                                      |      |                               |
| "Make Me Go"                                |      |                               |
| "Flash Pose Remix" feat Pabllo Vittar       |      |                               |
| "Chama Que Vem"                             |      |                               |

#### Como artista convidada
| Título                                                         | Ano  | Álbum                         |  |
| -------------------------------------------------------------- | ---- | ----------------------------- |  |
| "Follow You" (Filipe Guerra part. Lorena Simpson)              | 2013 | Follow You                    |  |
| "Don't Touch It" (Angel B. part. Lorena Simpson)               | 2017 | Não adicionado à nenhum álbum |  |
| "Shake It Out" (Tommy Love feat Lorena Simpson e Alinne Rosa   |      |                               |  |
| "Bate Leque" (Tommy Love & Breno Barreto part. Lorena Simpson) | 2019 | Não adicionado à nenhum álbum |  |

## Videografia

### Como artista principal
| Título            | Ano  | Outro(s) artista(s) creditado(s) | Diretor(es)                  | Ref.          |
| ----------------- | ---- | -------------------------------- | ---------------------------- | ------------- |
| "Brand New Day"   | 2009 |                                  | Luís Simpson                 | [ 6 ]         |
| "Dreams"          | 2011 |                                  | Daniel Alfaya                | [ 7 ]         |
| "Summer is Crazy" | 2012 |                                  | Fabrício Maia                | [ 8 ] [ 9 ]   |
| "This Moment"     | 2014 |                                  | Daniel Alfaya                | [ 10 ]        |
| "To The Ground"   | 2014 |                                  | Daniel Alfaya                | [ 11 ]        |
| "Hey Hey "        | 2016 | Breno Barreto                    | Lorena Simpson Mickael Ramos | [ 12 ]        |
| "Eu Quero Mais"   | 2018 | Nenhum                           | Daniel Alfaia                | [ 13 ]        |
| "Bem Melhor"      | 2018 | Nenhum                           | Bruno Bessa                  | [ 14 ]        |
| "Bate o Leque"    | 2019 | Tommy Love Breno Barreto         | Thiago Jagger                | [ 15 ]        |
| "Easy"            | 2020 | Molla DJ                         |                              | [ 16 ]        |
| "Make me Go"      | 2020 | Yinon Yahel                      | Vic Arantes                  | [ 17 ] [ 18 ] |
| "Chama Que Vem"   | 2020 | Nenhum                           | Dan Stump Luana Simpson      | [ 19 ] [ 20 ] |

### Como artista convidado
| Título           | Ano  | Artista principal | Diretor(es) | Ref.   |
| ---------------- | ---- | ----------------- | ----------- | ------ |
| "Don't touch it" | 2017 | Angel B           |             | [ 21 ] |